# 317 (số)
317 (ba trăm mười bảy) là một số tự nhiên ngay sau 316 và ngay trước 318.
317 là 1 số nguyên tố ( thuộc P)